# Sun császár
Sun császár (Shun császár) legendás uralkodó a Kína történeti korszakát megelőző, öt császár korában. A Sárga Császár egyenesági leszármazottja, Csuan-hszü (Zhuanxu) császár hetedik nemzedéki utódja. A konfuciánus történeti hagyományban és a kínai mitológiában egyike a bölcs és eszményített uralkodóknak.

## Származása
A korai történeti művek tanúsága szerint Sun (Shun) a kínai nép ősatyjaként tisztelt Sárga Császár egyenesági leszármazottja. Apja, Ku-szou (Gusou) vak volt, és első felesége, Vo-teng (Wodeng) 握登 Jaohszü (Yaoxu)ben 姚墟 hozta világra fiukat. Vannak olyan források is, amelyek Sun (Shun) születésének legendás körülményeiről számolnak be. Az egyik ilyen szerint anyja úgy fogant meg, hogy egy hatalmas szivárványt látott az égen. A hagyományos kínai képzetek szerint, a szivárvány egy mindkét végén fejjel rendelkező sárkány, vagyis elképzelhető, hogy a legenda ezen változatában az a gyakori kínai mitológiai toposz érhető tetten, hogy a hős tulajdonképpen egy sárkánytól származik, ami egyértelmű jele a majdani hatalmas uralkodóvá válásának.

## Nevei
Sun (Shun) különleges adottságaira való utalás a különböző neveiben is fennmaradtak. Ilyen például a Csung-hua (Zhonghua) 重華 ragadványneve, aminek jelentése: „kettős fény”, ami arra utal, hogy mindkét szemében két pupillája volt.
Van olyan forrás is, amely tudni véli, hogy a nemzetség neve Ju-jü (Youyu) 有虞, a családneve pedig Jao (Yao) 姚 volt (a születési helye után).
A források Sun (Shun)nal kapcsolatban több uralkodói titulust is említenek, például: „Nagy Sun (Shun)” (Ta Sun (Da Shun) 大舜), „Jü Sun (Yu Shun) császár” (Jü Ti Sun (Yu Di Shun) 虞帝舜) és „Sun (Shun) császár” (Ti Sun (Di Shun) 帝舜 vagy Sun Ti (Shun Di) 舜帝).

## Alakja és legendája
A személyéhez kapcsolódó legelterjedtebb legendaváltozat szerint Sun (Shun) a szülőtisztelet és állhatatosság példája volt. Miután édesanyja elhunyt, apja új asszonyt vett a házhoz. Sun (Shun) kezdetben az egyszerű emberek életét élte, földműveléssel, halászattal, majd fazekassággal foglalkozott.
Ekkoriban Jao (Yao) császár uralkodott az égalattiban, aki semmiképpen nem akarta trónját a mihaszna, rossz erkölcsű fiára, Tan-csu (Danzhu)ra hagyni, ezért keresni kezdte lehetséges utódját. Így szemelte ki a példás erkölcsű, távoli rokonát Sun (Shun)t, akit azonban előbb próbára akart tenni. Vagyont ajándékozott hát neki, és két lányát, O-huang (E-huang)ot és Nü-jing (Nüying)et is feleségül adta hozzá.
Sun (Shun) apja, mostohaanyja és mostohafivére azonban gyűlölték őt, és elhatározták, hogy akár azon az áron is megszerzik a Jao (Yao) császártól kapott vagyonát, hogy megölik őt.
A „nagy történetíró”, Sze-ma Csien (Sima Qian) ekként számol be arról, hogy miféle aljas veszedelmekkel kellett számolnia Sun (Shun)nak a saját családjában:

„Ku-szou (Gusou) újfent megpróbált végezni Sun (Shun)nal: felküldte a hombár zsúptetejére, amit aztán alulról meggyújtott. Sun (Shun)nak azonban két bambuszkalappal sikerült megvédenie magát a tűztől, s leereszkedett. Így végül életben maradt és elmenekült. Később Ku-szou (Gusou) egy kutat ásatott vele. Sun (Shun) elkezdte kiásni a kutat, de annak oldalába egy titkos oldaljáratot is ásott. Amikor Sun (Shun) már mélyen járt a kútgödörbe, Ku-szou (Gusou) és Hsziang (Xiang) (a mostohatestvére) betemették azt. Sun (Shun) azonban a titkos oldalsó alagúton ki tudott menekülni. Ku-szou (Gusou) és Hsziang (Xiang) örvendeztek, hogy Sun (Shun) végre meghalt...”

Sun (Shun) mindezek ellenére állhatatosan kitartott családja mellett, bár óvatos és körültekintő volt, soha nem adta jelét tiszteletlenségnek.
A legendás hagyomány Sun (Shun)nak tulajdonítja a „négy hatalmas gonosz fenevad” (hszi ta hsziung sou (si da xiong shou) 四大凶兽) megszelídítését is. Sun (Shun) ugyanis megparancsolta Hun-tun (Hundun)nak 混沌, Csiung-csi (Qiongqi)nak 窮奇, Tao-vu (Taowu)nak 梼杌 és Tao-tie (Taotie)nek 饕餮, hogy távozzanak a föld széleire, ahol az embereket fenyegető kísérteteket és démonokat tartsák távol a határoktól, és terjesszék a tisztelettudó viselkedés szabályait.
Jao (Yao) császár ezen próbák és feladatok után átengedte neki a trónját. A történeti hagyomány szerint Sun (Shun) 49 éven át uralkodott. A modern kori nem minden spekulációt nélkülöző kronológia szerint Sun (Shun) uralkodásának ideje i. e. 2233 és i. e. 2184 közé tehető.
Holttestét a Cangvu (Cangwu)-hegyen (Cangvusan (Cangwushan) 蒼梧山) temették el, amely a „Kilenc kétely hegyek”(Csiujisan (Jiuyishan) 九嶷山) egyike (a mai Honan (Henan) tartományban.